# Клупко (споменик у Шапцу)
Клупко је скулптура српског аутора Горана Чпајака. Постављена је на Савској авенији у Шапцу.
Дело припада серији истих скулптура постављених у Грацу, Београду, Милану и Шапцу. Скулптура у Шапцу представљена је јавности 8. августа 2024. године и настала је у оквиру Резиденцијалног програма за визуелне уметнике Културног центра града и уз подршку Министарства културе Србије. Клупко је изведено у челику.